# Ponta Moreia

Ponta Moreia est le cap le plus au nord de l'île de Santiago au Cap-Vert .

## Présentation
Ponta Moreia se trouve à environ 2 km au nord du village le plus proche, Fazenda, et à environ 5 km au nord de Tarrafal.
Le phare de Ponta Moreia est situé à proximité du cap. 
Il s'agit d'une tour de 8 mètres de haut, avec un plan focal de 97 mètres au-dessus du niveau de la mer.